# لارنس اندرسن
لارنس اندرسن (انگلیسی: Lawrence Andreasen; ۱۳ نوامبر ۱۹۴۵ – ۲۶ اکتبر ۱۹۹۰) شیرجه‌رو اهل ایالات متحده آمریکا بود.